# فوج نجات
فوج نجات، گروهی شبه‌نظامی بود که در دوران جنبش مشروطه ایران و محاصره تبریز، به منظور شکستن محاصره شهر در سال ۱۲۸۸ خورشیدی تشکیل شد. رهبری این گروه را هوارد باسکرویل، معلم آمریکایی مدرسه مموریال بر عهده داشت.

## محاصره تبریز
در روزهایی که محمدعلی‌شاه، مجلس را به توپ بسته و مشروطه‌خواهان را در شهرهای مختلف سرکوب کرده بود، مشروطه‌طلبان تبریز، به رهبری ستارخان و باقرخان با درخواست شاه برای تسلیم شدن، مخالفت کردند. در مقابل، شاه نیز دستور محاصره تبریز را داد. پس از حدود ۱۰ ماه محاصره و در شرایطی که آذوقه شهر به پایان رسیده و بسیاری از مردم از گرسنگی جان می‌باختند، حدود ۱۵۰ نفر از جوانان شهر که بیشترشان از دانش‌آموزان مدرسه مموریال بودند، به رهبری هوارد باسکرویل که یکی از معلمان آمریکایی همان مدرسه بود، تشکیل شد. هدف آنان شکستن محاصره و آوردن غذا از روستاهای اطراف بود.

## سرانجام

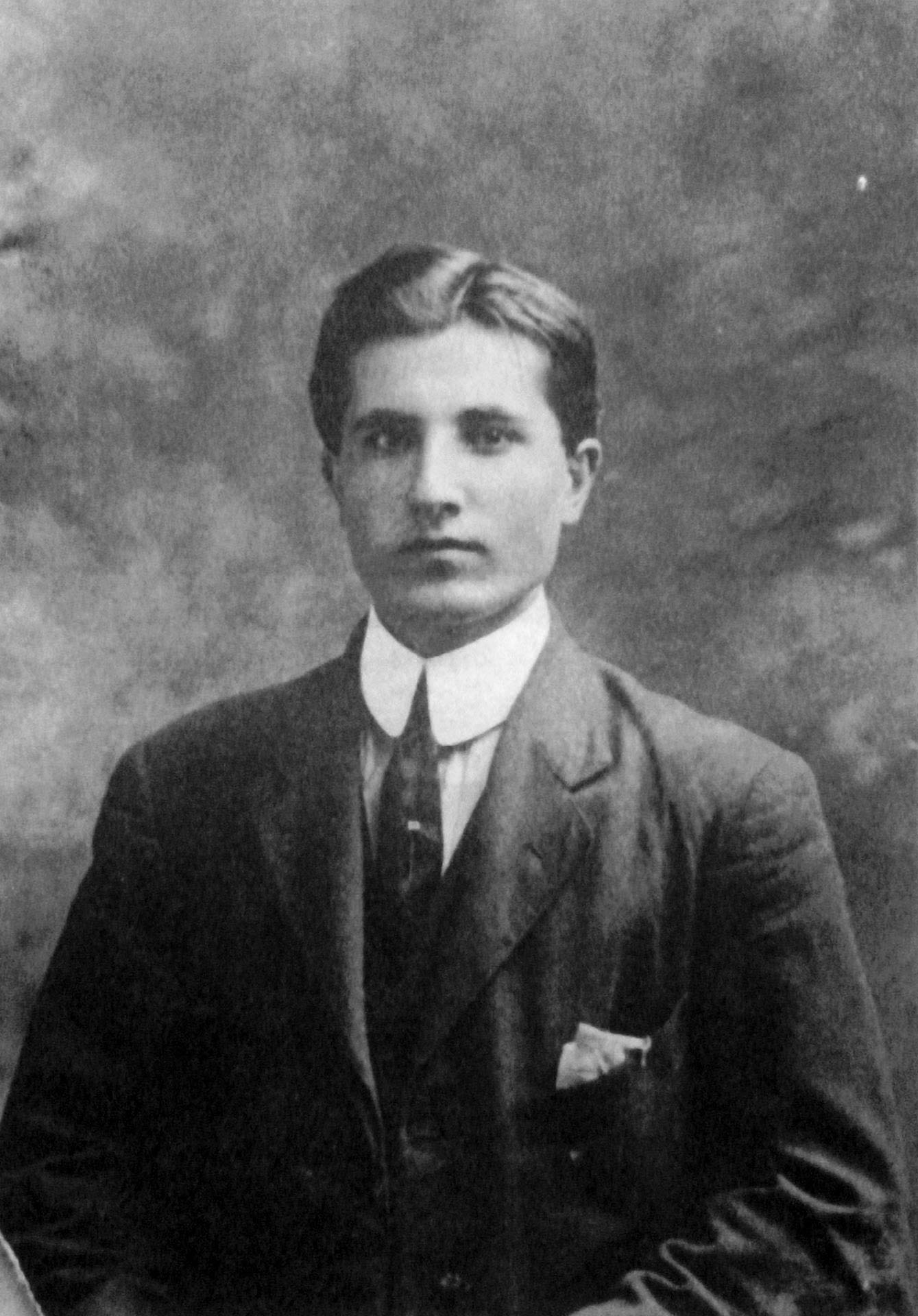
هوارد باسکرویل، فرمانده فوج نجات.

باسکرویل که در آمریکا دوره نظامی‌گری را دیده بود، در حیاط ارگ تبریز، به شاگردانش تعلیمات نظامی می‌داد. او از سربازانش پیمان گرفته بود که «در هر جنگی که رخ دهد، پیشرو باشند و چون به دشمن نزدیک شوند در بند سنگر نبوده، فدایی‌وار به دشمن یورش ببرند.»
این گروه، در سحرگاه روز دوشنبه ۳۰ فروردین ۱۲۸۸(٢٨ ربیع‌الاول ١٣٢٧ هق )، با حمله به لشکر محاصره‌کنندگان وابسته به شاه به رهبری صمد شجاع‌الدوله در شام غازان، قصد شکستن محاصره را داشتند که در همان آغاز درگیری‌ها هوارد باسکرویل، فرمانده گروه به ضرب گلولهٔ محاصره‌کنندگان کشته شد. پس از آن اعضای دیگر گروه جنگ را ادامه داده و عدهٔ دیگری از آن‌ها نیز کشته شده و پیشروی کمی حاصل شد. در نهایت این گروه در شکستن محاصره ناکام ماندند.

محمد اصفهانی تحت تاثیر رشادت های آنان ترجیع بندی طولانی با تکرار مصرّعی ِزیر سرود (یک گل نصرانی اشاره به باسکرویل است)
 
| سیصد گل سرخ، یک گل نصرانی  |  | مارا ز سر بریده می ترسانی؟ |
| ما گر زسر بریده می ترسیدیم |  | در محفل عاشقان نمی رقصیدیم |

## اعضاء

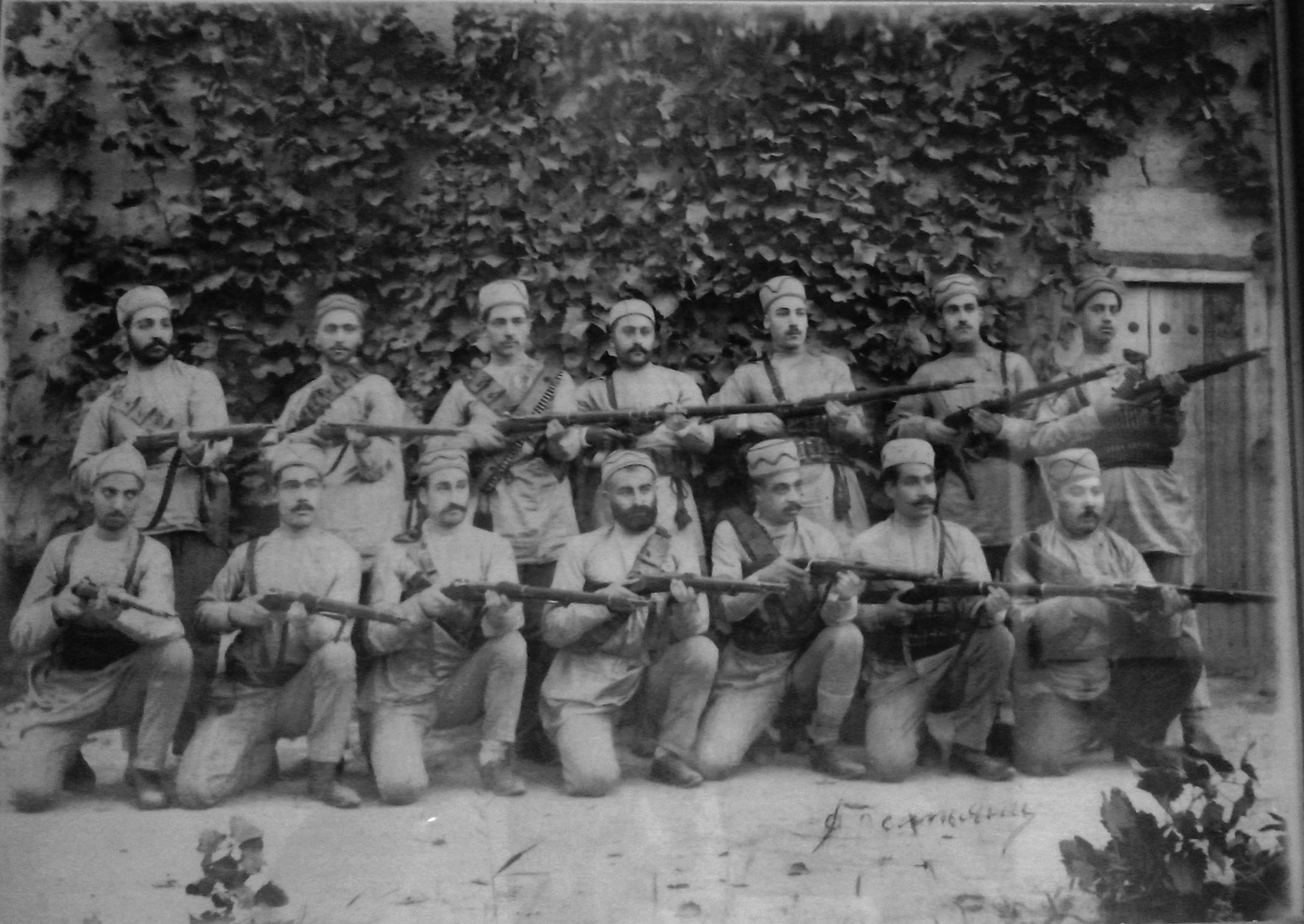
عده‌ای از اعضای گروه فوج نجات تبریز به رهبری باسکرویل. میدان مشق. ۱۹۰۹ میلادی. از چپ به راست (ایستاده): م. معتمدالتجار، کریم اسکندانی، رضازاده شفق، حسن کوزه‌کنانی، عباسعلی حریری، رضا پاکنیا، زینال بالازاده. (نشسته): کریم رفیعی، علی بیرنگ حریری، محمدعلی پاکنیا، احمد قزوینی، احمد بالازاده، علی پستخانه، ابراهیم قفقایچی.

برخی از اعضای این گروه عبارت بودند از:
معتمدالتجار، حسن علیزاده، میرزا علی خان پستخانه، میرزا احمد قزوینی، حسین آقا قنادی‌زاده، صادق رضازاده شفق، مهدی علوی‌زاده، کربلایی علی حریری، حسین خان کرمانشاهی، میرزا احمدخان مشکوه، کریم اسکندرانی، رضا پاک‌نیا، زین‌العابدین بالازاده، ابراهیم قفقایچی، حسن کوزه‌کنانی، کریم رفیعی، محمدعلی پاک‌نیا، احمد بالازاده.